# Ried (huyện)
Bezirk Ried là một huyện của bang Thượng Áo ở Áo.

## Các đô thị
Các thị xã (Städte) bằng chữ đậm; các phố thị (Marktgemeinden) bằng chữ xiên, các khu ngoại ô, làng và các đơn vị khác của một đô thị được hiển thị bằngchữ nhỏ.
- Andrichsfurt
- Antiesenhofen
- Aurolzmünster
- Eberschwang
- Eitzing
- Geiersberg
- Geinberg
- Gurten
- Hohenzell
- Kirchdorf am Inn
- Kirchheim im Innkreis
- Lambrechten
- Lohnsburg
- Mehrnbach
- Mettmach
- Mörschwang
- Mühlheim am Inn
- Neuhofen im Innkreis
- Obernberg am Inn
- Ort im Innkreis
- Pattigham
- Peterskirchen
- Pramet
- Reichersberg
- Ried im Innkreis
- St. Georgen bei Obernberg am Inn
- St. Marienkirchen am Hausruck
- St. Martin im Innkreis
- Schildorn
- Senftenbach
- Taiskirchen im Innkreis
- Tumeltsham
- Utzenaich
- Waldzell
- Weilbach
- Wippenham